# Dlažkovice
Dlažkovice település Csehországban, a Litoměřicei járásban. Dlažkovice Třebenice, Podsedice, Chodovlice és Lkáň településekkel határos. Lakosainak száma 132 fő (2024. január 1.).

## Népesség
A település lakosságának változását az alábbi diagram mutatja:
| Lakosok száma | 241  | 271  | 250  | 178  | 178  | 117  | 115  | 122  | 123  | 132  |
|               | 1869 | 1890 | 1921 | 1950 | 1980 | 2001 | 2017 | 2019 | 2022 | 2024 |